# Arianiti

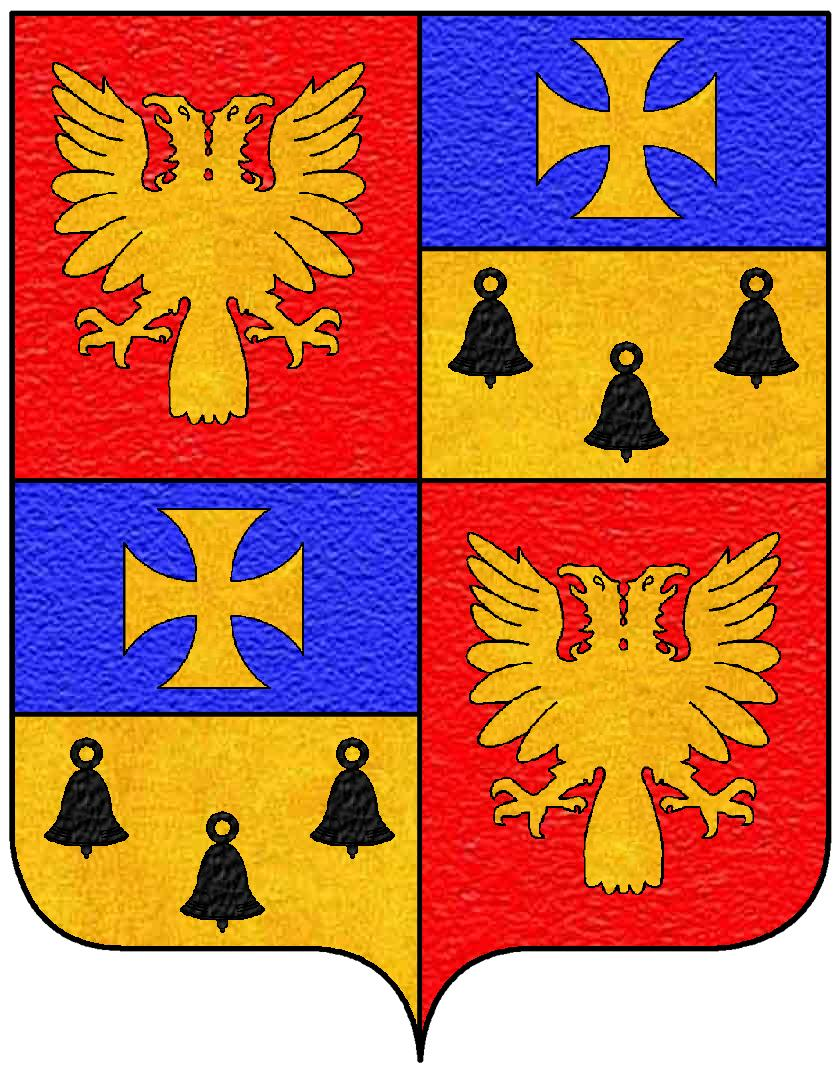
Stemma Arianiti Comneno

Gli Arianiti (spesso indicati come Arianiti Comneno) furono una nobile famiglia albanese.
Tra l'XI e il XVI secolo ebbero in feudo una vasta area compresa tra la valle dello Shkumbini a nord e l'antica via Egnatia a sud, mentre a est raggiungeva la città di Manastiri, l'odierna Bitola.

## Nomi
La variante più corretta per indicare la famiglia è Araniti ed è quella prevalente nei documenti antichi. La forma Arianiti compare a cavallo fra il Tre e il Quattrocento e viene usata raramente sino all'estinzione della linea maschile della famiglia, alla metà del XVI secolo. La storiografia moderna, tuttavia, ha finito per adottare quest'ultima dizione.
Quanto all'etimologia, il cognome potrebbe derivare dalla radice indoeuropea arya "nobile", oppure dall'albanese arë "campo". Un'ulteriore ipotesi, meno accettabile, lo collega alla tribù illirica degli Arinstae o Armistae, stanziata attorno a Durazzo in epoca ellenistica e romana.
A partire dal XIV secolo la famiglia cominciò ad adottare anche il secondo cognome Comneni che sembra in relazione con l'omonima famiglia imperiale bizantina. Non è stato in realtà dimostrato alcun rapporto di parentela con quest'ultima e potrebbe semplicemente trattarsi di un modo per sottolineare il proprio status nobiliare.
Sconosciuta è anche l'origine di un altro secondo cognome, Shpata, che compare nei documenti latini tra la fine del Trecento e l'inizio Quattrocento. Potrebbe indicare una parentela con una famiglia Shpata dell'Albania centrale o un riferimento alla località di Shpat, compresa nei loro possedimenti.
Infine, alcuni membri della famiglia utilizzavano il secondo nome Golemi (Aranit Colem de Albania, Arianites Thopia Golemus). Il termine sarebbe da ricollegare a una parola slava che significa "grande" oppure a una storpiatura del personale Gulielm.

## Storia
Il primo esponente noto della famiglia è un Davide il quale tra il 1001 e il 1018 fu al servizio dell'imperatore bizantino Basilio II in qualità di strategos del thema di Thessalonike e più tardi di Skopje e combatté contro i Bulgari. Anche un Costantino, suo figlio o comunque un parente stretto, è menzionato nel 1049-1050 al servizio dell'imperatore contro i Peceneghi.
A questo punto le fonti scarseggiano e bisognerà aspettare la fine del Duecento per avere nuove sicure testimonianze della famiglia. Nel 1274 compare il sebastos Alessio Arianiti, citato in un accordo tra re Carlo I di Napoli e alcuni nobiluomini albanesi per confermare l'alleanza con il Regno di Albania. Nel 1304 due documenti rispettivamente di Filippo I di Taranto e Carlo II di Napoli riguardanti i privilegi concessi ad alcune famiglie albanesi e menzionano anche gli Arianiti; nel 1319, una lettera di papa Giovanni XXII inviata ad alcuni nobili albanesi, ricorda il protolegato Guglielmo Arianiti; nel 1373 Giorgio Arianiti fu il committente dell'epitaffio di Gllavenica, uno dei massimi esempi di arte balcanica medievale.
Non è detto che tutti gli Arianiti citati in tutte queste fonti appartenessero allo stesso ramo famigliare. Di certo esse dimostrano come questa fosse una delle casate più importanti dell'Albania centrale nel medioevo. Una buona parte della loro potenza derivò dal controllo dell'antica via Egnatia attraverso la quale passava un ingente traffico commerciale.
L'attività politica degli Arianiti risulta ben documentata nel corso del XV secolo quando i Turchi invasero i loro domini orientali. La famiglia cominciò ad adottare un atteggiamento più aggressivo, specie a partire dal 1430 quando Giorgio Arianiti conseguì una serie di vittorie contro l'esercito ottomano. Vari membri della famiglia furono al seguito dello Skanderbeg nelle guerre intraprese contro gli Ottomani, con il quale instaurarono anche rapporti di parentela. Giorgio sposò in seconde nozze la nobildonna leccese Pietrina Francone che gli diede tre figli maschi: Toma, Costantino e Arianiti. Dopo il 1461, Giorgio decise di interrompere la lotta contro i Turchi e di condurre la sua famiglia Durazzo, godendo della protezione della Serenissima. Il 3 settembre 1463 la vedova si presentò al Senato veneziano chiedendo protezione e sostentamento per i suoi figli. L'anno successivo la Repubblica accoglieva le sue richieste, tanto che il 13 maggio 1464 dichiarò i suoi tre figli patrizi veneziani.
Costantino Arianiti fu una figura di spicco nello scacchiere politico italiano dell'epoca. Passato al servizio dello Stato della Chiesa, divenne ambasciatore del papa ma in seguito abbandonò la diplomazia per seguire la carriera militare, sempre al servizio del pontefice. Per i suoi meriti fu creato signore di Fano e fissò la sua residenza nel castello di Montefiore Conca. Costantino sposò una Francesca, probabilmente figlia illegittima del marchese di Monferrato Bonifacio IV Paleologo che gli diede un solo figlio maschio, Arianitto. Quest'ultimo fu capitano delle truppe pontificie e morì nel 1551 a Torrechiara, nel corso della guerra tra Giulio III e Ottavio Farnese. Avendo avuto solo una figlia, con lui si estinse la linea italiana della famiglia.

## Membri illustri
- Giorgio Arianiti, suocero di Skanderbeg
- Costantino Arianiti